# Peter Ademo
Peter Oluwaseun Ademo (11 gennaio 2003) è un calciatore nigeriano, centrocampista dello Sheriff Tiraspol.

## Carriera
Cresciuto in Nigeria tra le file del Real Sapphire, nel 2022 viene acquistato dalla formazione lettone del BFC Daugavpils, che subito lo gira in prestito alla formazione lituana del DFK Dainava. Vince, in quell'anno, il campionato lituano di seconda divisione e l'anno successivo esordisce nella A lyga (all'inizio del 2023 viene acquistato a titolo definitivo).
Il 3 luglio 2023 si trasferisce, con la formula del prestito, alla formazione moldava dello Sheriff Tiraspol; nel gennaio del 2025 si trasferisce in prestito nella prima divisione rumena alla Rapid Bucarest.

## Palmarès

### Club

#### Competizioni nazionali
- Pirma lyga: 1

DFK Dainava: 2022